# Galactia tashiroi
Galactia tashiroi är en ärtväxtart som beskrevs av Carl Maximowicz. Galactia tashiroi ingår i släktet Galactia och familjen ärtväxter. Inga underarter finns listade i Catalogue of Life.